# Copa Libertadores de Voleibol de 2020
A Copa Libertadores de Voleibol de 2020 foi a segunda edição do torneio organizado organizando pela Associação de Clubes da Liga Argentina de Voleibol (ACLAV) e pela Associação de Clubes de Voleibol (ACV), disputada por seis equipes, representes de Brasil e Argentina, no período de 28 de janeiro a 1 de fevereiro de 2020, em sede única, sendo as partidas realizadas no Polideportivo Roberto Pando.
O SESI-SP tornou-se o primeiro clube brasileiro a conquistar o título na história da competição ao derrotar o time argentino Bolívar Vóley, o jogador William Arjona foi premiado como melhor levantador e melhor jogador da competição.

## Formato de disputa
Na fase classificatória, as seis equipes participantes foram dispostas proporcionalmente em dois grupos, na qual todas as equipes se enfrentaram entre si (dentro de seus grupos) em turno único, exceto os de mesma nacionalidade. As duas primeiras colocadas de cada país se enfrentaram na semifinal (confronto de mesma nacionalidade), enquanto as terceiras colocadas de cada país se enfrentaram para definir a quinta posição. Os times vencedores das semifinais se enfrentaram na partida final, que definirá campeão e o derrotados disputam o terceiro lugar.
Para a classificação dentre dos grupos na primeira fase, o placar de 3-0 ou 3-1 garantiu três pontos para a equipe vencedora e nenhum para a equipe derrotada; já o placar de 3-2 garantiu dois pontos para a equipe vencedora e um para a perdedora.

## Participantes
| Equipe            | País      | Forma de Classificação                           | Títulos        |
| ----------------- | --------- | ------------------------------------------------ | -------------- |
| Bolívar Vóley     | Argentina | Campeão da Liga A1 Argentina 2018-19             | 1 (2018-19)    |
| Obras de San Juan | Argentina | Vice-campeão da Liga A1 Argentina 2018-19        | 0 (não possui) |
| Ciudad Vóley      | Argentina | Vice-campeão da Liga A1 Argentina 2018-19        | 0 (não possui) |
| SESI-SP           | Brasil    | Vice-campeão da Superliga Brasileira 2018–19     | 0 (não possui) |
| SESC-RJ           | Brasil    | Semifinalista da Superliga Brasileira 2018–19    | 0 (não possui) |
| Minas Tênis Clube | Brasil    | Quartas de final da Superliga Brasileira 2018–19 | 0 (não possui) |

## Primeira fase
Classificação
|  |                                      |
|  | Equipes classificadas às semifinais. |

## Grupo Argentino
|     |                   |     | Jogos | Jogos | Jogos | Resultados | Resultados | Resultados | Resultados | Resultados | Resultados | Sets | Sets | Sets  | Pontos | Pontos | Pontos |
| Pos | Equipe            | Pts | T     | V     | D     | 3–0        | 3–1        | 3–2        | 2–3        | 1–3        | 0–3        | V    | P    | R     | V      | P      | R      |
| --- | ----------------- | --- | ----- | ----- | ----- | ---------- | ---------- | ---------- | ---------- | ---------- | ---------- | ---- | ---- | ----- | ------ | ------ | ------ |
| 1   | Bolívar Vóley     | 6   | 2     | 2     | 0     | 0          | 2          | 0          | 0          | 0          | 0          | 6    | 2    | 3,000 | 196    | 178    | 1.101  |
| 2   | Obras de San Juan | 2   | 2     | 1     | 1     | 0          | 0          | 1          | 0          | 0          | 1          | 3    | 5    | 0.600 | 163    | 181    | 0.901  |
| 3   | Ciudad Vóley      | 1   | 2     | 0     | 2     | 0          | 0          | 0          | 1          | 0          | 1          | 2    | 6    | 0.333 | 156    | 179    | 0.872  |

## Grupo Brasileiro
|     |                   |     | Jogos | Jogos | Jogos | Resultados | Resultados | Resultados | Resultados | Resultados | Resultados | Sets | Sets | Sets  | Pontos | Pontos | Pontos |
| Pos | Equipe            | Pts | T     | V     | D     | 3–0        | 3–1        | 3–2        | 2–3        | 1–3        | 0–3        | V    | P    | R     | V      | P      | R      |
| --- | ----------------- | --- | ----- | ----- | ----- | ---------- | ---------- | ---------- | ---------- | ---------- | ---------- | ---- | ---- | ----- | ------ | ------ | ------ |
| 1   | SESC-RJ           | 6   | 2     | 2     | 0     | 2          | 0          | 0          | 0          | 0          | 0          | 6    | 0    | MAX   | 151    | 115    | 1.313  |
| 2   | SESI-SP           | 2   | 2     | 1     | 1     | 0          | 0          | 1          | 0          | 1          | 0          | 4    | 5    | 0.800 | 189    | 195    | 0.969  |
| 3   | Minas Tênis Clube | 1   | 2     | 0     | 2     | 0          | 0          | 0          | 1          | 1          | 0          | 3    | 6    | 0.500 | 198    | 205    | 0.966  |

Resultados
| 28 de Janeiro de 2020 21ː00 P2 Referência | SESC-RJ | 3 — 0             | Obras de San Juan | Polideportivo Roberto Pando, Buenos Aires Árbitro(s): ARG Karina Rene ARG Ricardo Cabrera |
| 28 de Janeiro de 2020 21ː00 P2 Referência | 25      | Set 1 Set 2 Set 3 | 20 21 14          | Polideportivo Roberto Pando, Buenos Aires Árbitro(s): ARG Karina Rene ARG Ricardo Cabrera |

| 28 de Janeiro de 2020 21:00 P2 Referência | Bolívar Vóley | 3 — 1                   | Minas Tênis Clube | Polideportivo Roberto Pando, Buenos Aires Árbitro(s): ARG Hernán Casamiquela ARG José Luís Barrios |
| 28 de Janeiro de 2020 21:00 P2 Referência | 25 22 25      | Set 1 Set 2 Set 3 Set 4 | 23 25 22          | Polideportivo Roberto Pando, Buenos Aires Árbitro(s): ARG Hernán Casamiquela ARG José Luís Barrios |

| 29 de Janeiro de 2020 18:00 P2 Referência | Obras de San Juan | 3 — 2                         | Minas Tênis Clube | Polideportivo Roberto Pando, Buenos Aires Árbitro(s): ARG José Luís Barrios ARG Karina Rene |
| 29 de Janeiro de 2020 18:00 P2 Referência | 25 27 20 21 15    | Set 1 Set 2 Set 3 Set 4 Set 5 | 20 25 11          | Polideportivo Roberto Pando, Buenos Aires Árbitro(s): ARG José Luís Barrios ARG Karina Rene |

| 29 de Janeiro de 2020 21:00 P2 Referência | SESI-SP        | 3 — 2                         | Ciudad Vóley   | Polideportivo Roberto Pando, Buenos Aires Árbitro(s): ARG Ricardo Cabera ARG Hernán Casamiquela |
| 29 de Janeiro de 2020 21:00 P2 Referência | 25 16 25 22 15 | Set 1 Set 2 Set 3 Set 4 Set 5 | 15 25 20 25 11 | Polideportivo Roberto Pando, Buenos Aires Árbitro(s): ARG Ricardo Cabera ARG Hernán Casamiquela |

| 30 de Janeiro de 2020 18:00 P2 Referência | Bolívar Vóley | 3 — 1                   | SESI-SP  | Polideportivo Roberto Pando, Buenos Aires Árbitro(s): ARG Karina Rene ARG Hernán Casamiquela |
| 30 de Janeiro de 2020 18:00 P2 Referência | 25 22 27      | Set 1 Set 2 Set 3 Set 4 | 19 17 25 | Polideportivo Roberto Pando, Buenos Aires Árbitro(s): ARG Karina Rene ARG Hernán Casamiquela |

| 30 de Janeiro de 2020 21:00 P2 Referência | SESC-RJ | 3 — 0             | Ciudad Vóley | Polideportivo Roberto Pando, Buenos Aires Árbitro(s): ARG Ricardo Cabera ARG José Luís Barrios |
| 30 de Janeiro de 2020 21:00 P2 Referência | 25 26   | Set 1 Set 2 Set 3 | 16 20 24     | Polideportivo Roberto Pando, Buenos Aires Árbitro(s): ARG Ricardo Cabera ARG José Luís Barrios |

## Fase final
- Local:Polideportivo Roberto Pando, Buenos Aires
- Horários UTC-03:00

|  | Semifinais                    | Semifinais                    |   |                                | Final                          | Final |  |
|  |                               |                               |   |                                |                                |       |  |
|  | 31 de janeiro de 2020 — 18ː10 |                               |   |                                |                                |       |  |
|  | Bolívar Vóley                 | 3                             |   |                                |                                |       |  |
|  | Obras de San Juan             | 0                             |   |                                |                                |       |  |
|  |                               |                               |   |                                |                                |       |  |
|  |                               |                               |   |                                | 1 de fevereiro de 2020 — 21ː00 |       |  |
|  |                               |                               |   |                                | Bolívar Vóley                  | 0     |  |
|  |                               | SESI-SP                       | 3 |                                |                                |       |  |
|  |                               |                               |   |                                |                                |       |  |
|  |                               |                               |   |                                |                                |       |  |
|  |                               |                               |   |                                | Terceiro lugar                 |       |  |
|  | 31 de janeiro de 2020 — 21ː10 | 31 de janeiro de 2020 — 21ː10 |   | 1 de fevereiro de 2020 — 18ː00 | 1 de fevereiro de 2020 — 18ː00 |       |  |
|  | SESC-RJ                       | 2                             |   | Obras de San Juan              | 1                              |       |  |
|  | SESI-SP                       | 3                             |   |                                | SESC-RJ                        | 3     |  |

## Finais

### Quinto lugar
Resultado
| 31 de Janeiro de 2020 15:10 P2 Referência | Ciudad Vóley | 1 — 3                   | Minas Tênis Clube | Polideportivo Roberto Pando, Buenos Aires Árbitro(s): ARG Hernán Casmaiquela ARG Karina Rene |
| 31 de Janeiro de 2020 15:10 P2 Referência | 25 24 22     | Set 1 Set 2 Set 3 Set 4 | 20 26 25          | Polideportivo Roberto Pando, Buenos Aires Árbitro(s): ARG Hernán Casmaiquela ARG Karina Rene |

### Semifinais
Resultados
| 31 de Janeiro de 2020 18:10 P2 Referência | Bolívar Vóley | 3 — 0             | Obras de San Juan | Polideportivo Roberto Pando, Buenos Aires Árbitro(s): ARG Hernán Casmaiquela ARG Karina Rene |
| 31 de Janeiro de 2020 18:10 P2 Referência | 25            | Set 1 Set 2 Set 3 | 20 21 20          | Polideportivo Roberto Pando, Buenos Aires Árbitro(s): ARG Hernán Casmaiquela ARG Karina Rene |

| 31 de Janeiro de 2020 21:10 P2 Referência | SESC-RJ        | 2 — 3                         | SESI-SP     | Polideportivo Roberto Pando, Buenos Aires Árbitro(s): ARG Hernán Casmaiquela ARG Karina Rene |
| 31 de Janeiro de 2020 21:10 P2 Referência | 25 23 25 22 23 | Set 1 Set 2 Set 3 Set 4 Set 5 | 22 25 21 25 | Polideportivo Roberto Pando, Buenos Aires Árbitro(s): ARG Hernán Casmaiquela ARG Karina Rene |

### Terceiro lugar
Resultado
| 1 de Fevereiro de 2020 18:00 P2 Referência | Obras de San Juan | 1 — 3                   | SESC-RJ  | Polideportivo Roberto Pando, Buenos Aires Árbitro(s): ARG Hernán Casmaiquela ARG Karina Rene |
| 1 de Fevereiro de 2020 18:00 P2 Referência | 22 25 21 18       | Set 1 Set 2 Set 3 Set 4 | 25 21 25 | Polideportivo Roberto Pando, Buenos Aires Árbitro(s): ARG Hernán Casmaiquela ARG Karina Rene |

### Final
Resultado
| 1 de Fevereiro de 2020 21:00 P2 [ Referência] | Bolívar Vóley | 0 — 3             | SESI-SP | Polideportivo Roberto Pando, Buenos Aires Árbitro(s): ARG Hernán Casmaiquela ARG Karina Rene |
| 1 de Fevereiro de 2020 21:00 P2 [ Referência] | 20 21 20      | Set 1 Set 2 Set 3 | 25      | Polideportivo Roberto Pando, Buenos Aires Árbitro(s): ARG Hernán Casmaiquela ARG Karina Rene |

## Classificação Final
| Posição           | Equipe            |
| ----------------- | ----------------- |
| Medalha de ouro   | SESI-SP           |
| Medalha de prata  | Bolívar Vóley     |
| Medalha de bronze | SESC-RJ           |
| 4                 | Obras de San Juan |
| 5                 | Minas Tênis Clube |
| 6                 | Ciudad Vóley      |

## Premiação
| Copa Libertadores de Voleibol de 2020 |
| Brasil                                |
| ------------------------------------- |
| SESI-SP Campeão (1º título)           |

## Prêmios individuais
A seleção do campeonato foi composta pelas seguintes jogadores:
- MVP (Most Valuable Player): William Arjona